# Hammarby IF Bandyförening
Hammarby IF Bandyförening er bandyafdelingen i Hammarby IF, grundlagt i 1905. Holdet spiller i den højeste division. 2010 blev Hammarby svenske mestre for første gang, 2013 på nytt.